# Liga Walk na Poduszki

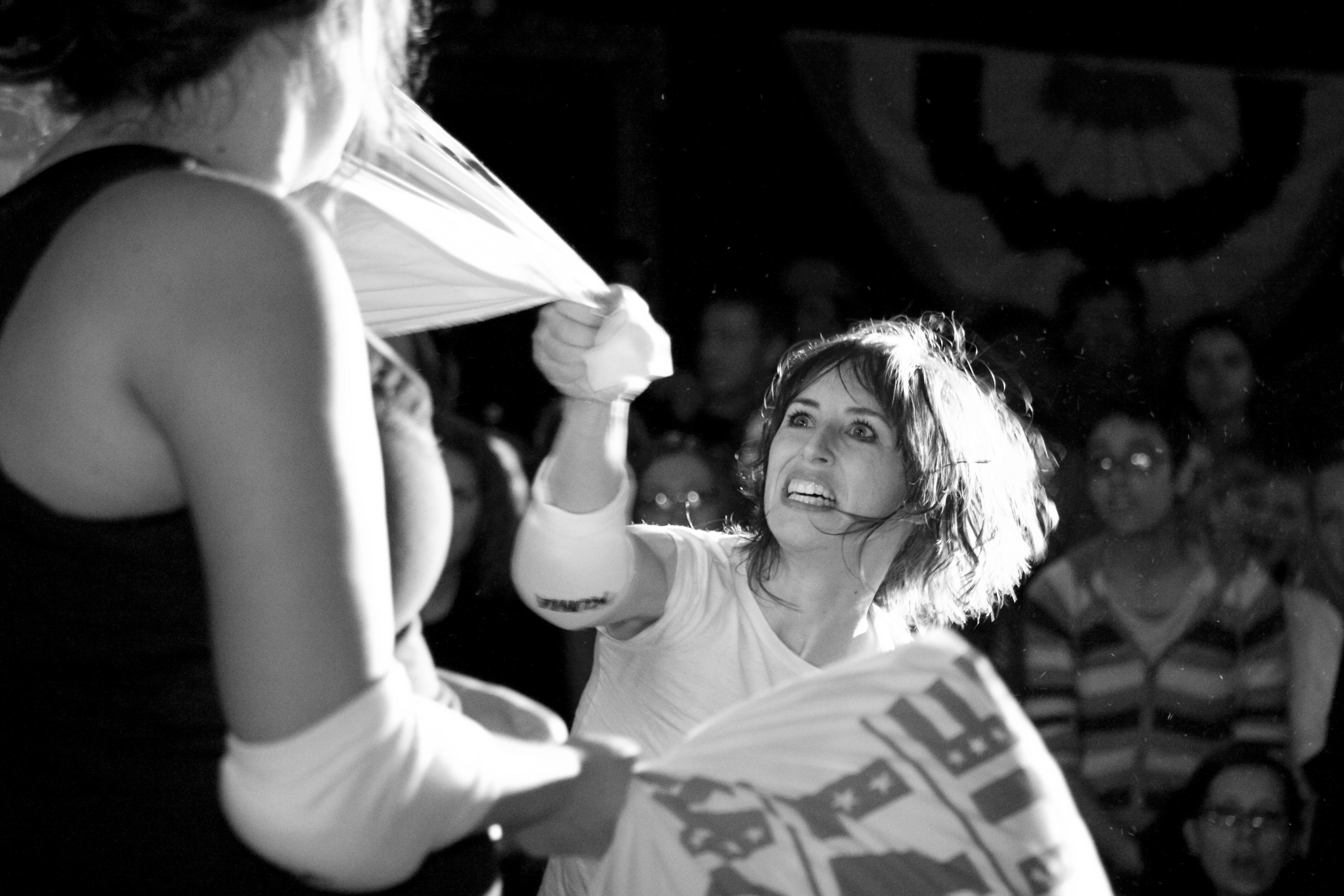
Zawodnicy biorący udział w Lidze Walk na Poduszki mogą uderzać siebie na tyle mocno, aby spowodować obrażenia.

Liga Walk na Poduszki (PFL) – zlokalizowana w Toronto półzawodowa liga sportowa związana z publicznymi walkami na poduszki. 
Rozgrywki żartobliwego sportu dla kobiet odbywają się w ringu, podobnie jak walki bokserskie i zapaśnicze. Ligę założył Stacy P. Case, obecnie komisarz ligi, we współpracy z honorowym komisarzem ligi, Craigiem Danielsem, w lutym 2004 roku. Oficjalny start Ligi miał miejsce w kanadyjskim barze gotyckim o nazwie Watykan, mieszczącym się w centrum Toronto. Od tamtego momentu zawody odbywają się zarówno w Montrealu (prowincja Quebec) jak i Nowym Jorku, ale to Toronto w prowincji Ontario pozostaje główną siedzibą ligi. Jedna z zawodniczek pochodząca z Wielkiej Brytanii, Abby Roadkill, wypowiedziała się niedawno o szansach na sukces ligi w tym kraju.
W walce, regulowanej skodyfikowanymi zasadami, biorą udział dwie lub trzy kobiety, przy czym jedna z nich pełni funkcję damage à trois. Zawodniczki często doznają skaleczeń, zadrapań i siniaków. Zdarzają się również poważniejsze urazy takie jak wstrząśnienia mózgu, podbite oczy, utrata zębów, rozbite wargi, naderwane mięśnie i uszkodzenia nerek.
Liga narodziła się kiedy członkowie kanadyjskiej trupy burleskowej “Skin Tight Outta Sight” spotkali się z zespołem Case’a (którego nazwa została zaczerpnięta z komiksów erotycznych tijuana bibles) na koncertach noworocznych w 2004 i 2005 roku. Podczas drugiego z koncertów wybrane członkinie widowni zostały zaproszone na ring. Kolejne serie imprez w 2006 roku, sponsorowane przez ligę, odbywały się w barze Watykan i skupiały się już głównie na walkach na poduszki. Prawa telewizyjne do ligi, potencjalnie opłacalnego interesu dla jej założycieli, zostały zakupione w 2007 roku przez producentów programów typu reality show i sitcomów, Eddiego Octobera (producenta wykonawczego Tommy Lee Goes to College i The Roseanne Show) i Ala Bermana (producenta wykonawczego The Biggest Loser i Survivor).

## Zasady
1. W walce mogą brać udział wyłącznie kobiety.
2. Walka trwa max. 5 minut i może zostać zakończona przypięciem, poddaniem się lub decyzją sędziego. Jeśli walka nie zostanie rozstrzygnięta, zwyciężczyni wybierana jest przez 3-osobową komisję.
3. Dozwolone są ciosy i chwyty takie jak leg drops, clotheslines i submission itp., tak długo jak do ich wykonania użyta jest poduszka.
4. Zablokowanie ataku przeciwniczki poprzez przytrzymanie jej poduszki kończy się ostrzeżeniem od sędziego. Członkowie komisji mogą wziąć te ostrzeżenia pod uwagę podczas wybierania zwyciężczyni.
5. Zabroniony jest atak na gałki oczne, gryzienie, drapanie, ciągnięcie za włosy i ciosy poniżej pasa.
6. Zabronione jest grubiańskie, obraźliwe i obsceniczne zachowanie.
7. Surowo zabronione jest wypełnianie poduszki przedmiotami takimi jak cegły itp.